# Solarpunk

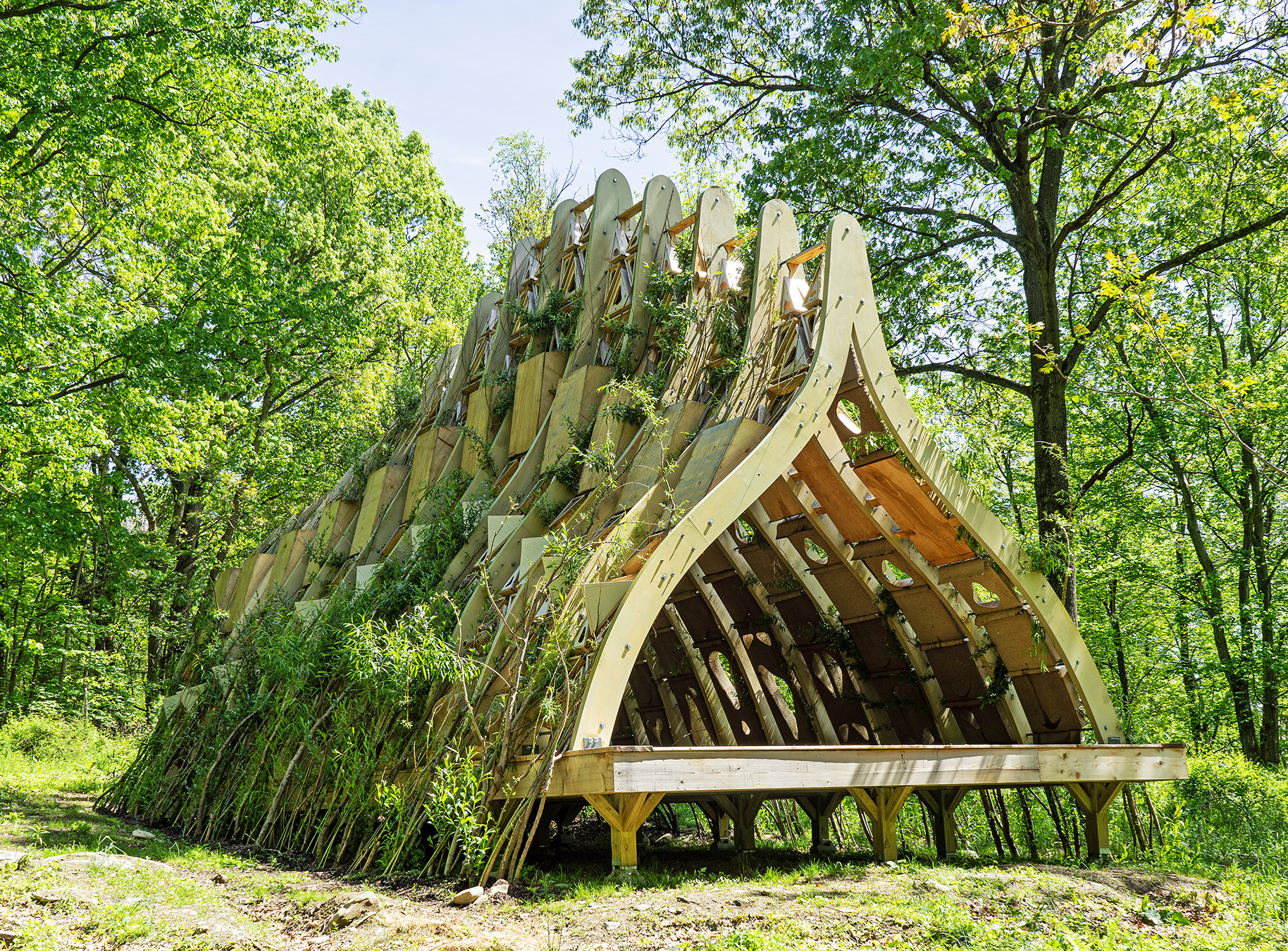
L'écoconstruction low-tech, les énergies renouvelables et une esthétique inspirée de la nature (comme dans cette illustration) sont omniprésentes dans le mouvement solarpunk.

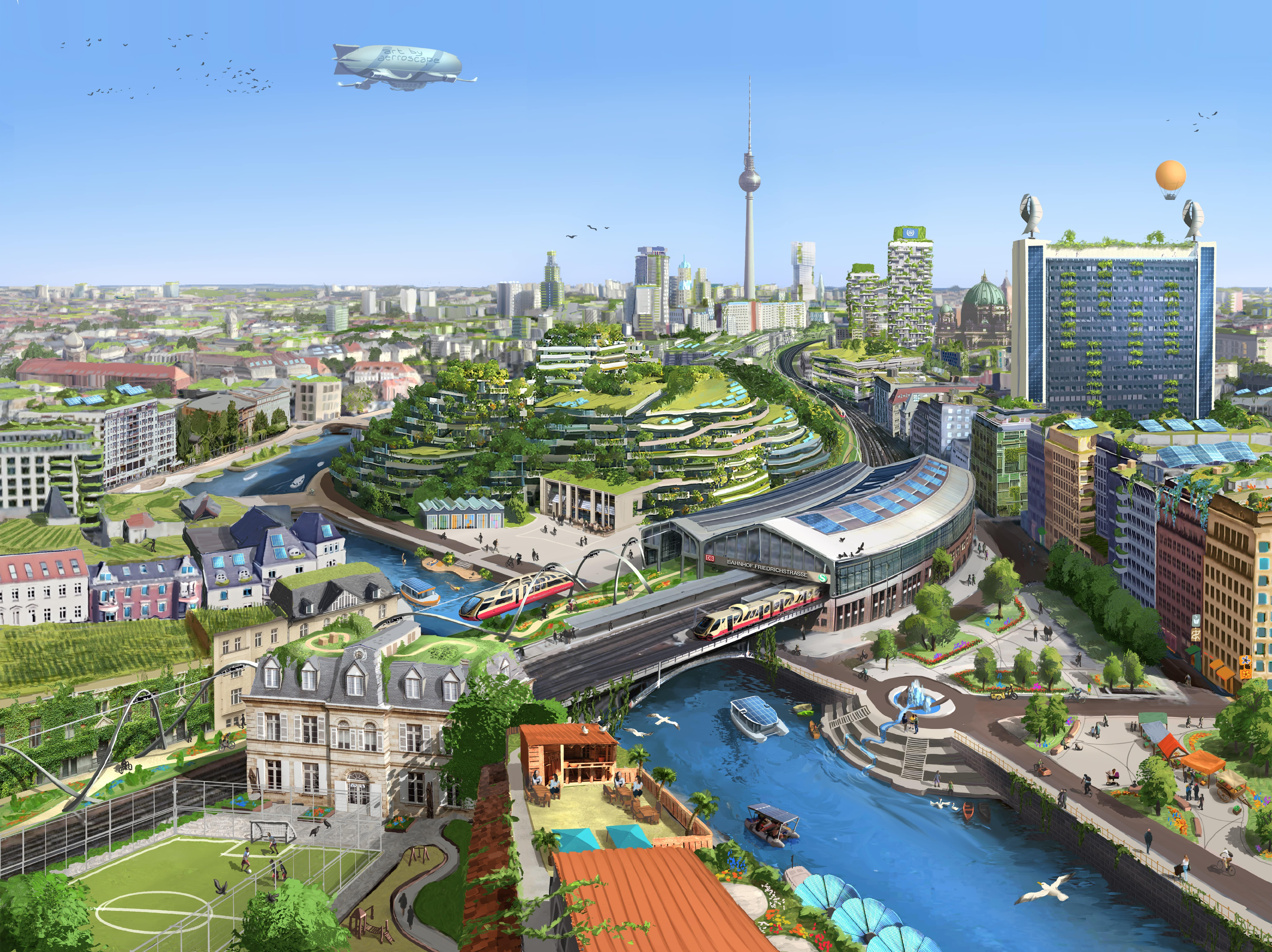
Cette couverture du livre Utopia 2048, illustrant une anticipation du potentiel futur centre-ville de Berlin, est représentative de la végétalisation des infrastructures, de l'intégration des énergies renouvelables et des transports en commun dans les centres urbains tels qu'ils sont souvent imaginés dans le mouvement solarpunk.

Le solarpunk (association des mots « solar », du latin solaris, « solaire », et « punk ») est un mouvement artistique et politique dérivé de sous-genres de science-fiction comme le steampunk et la climate fiction, et qui s'est constitué au début du XXIe siècle en opposition aux dystopies du courant cyberpunk (tout comme le genre hopepunk, dont le concept a été proposé et défini peu après l'émergence de celui de solarpunk).
Le solarpunk propose une anticipation optimiste d'un avenir désirable, durable, connecté avec la nature et la communauté, à la lumière des préoccupations des luttes intersectionnelles du début du XXIe siècle, non seulement au sujet de l'environnement, à l'égard du changement climatique et de la pollution, mais aussi des inégalités sociales et des intolérances et discriminations sociales (de genre, sexistes ou ethniques).
Technologiquement, il se concentre sur les énergies renouvelables et les moyens low-tech de réduire l'empreinte écologique (et en particulier les émissions de gaz à effet de serre), par l'écomobilité, le recyclage, le bricolage et le jardinage ; politiquement, il envisage un avenir positif pour l'humanité par un usage modéré et responsable de la technologie, accompagné de changements sociétaux radicaux.
Le solarpunk englobe une multitude de médias tels que la littérature, les arts visuels (en particulier l'architecture et la mode), la musique et les jeux. Souvent lié à la science-fiction (quand il imagine des technologies qui n'existent pas encore), il peut emprunter également des éléments aux genres utopiques et fantastiques.

## Historique
L'invention du terme et les premières notions de définition du solarpunk remontent à 2008, quand un blog nommé Republic of the Bees a publié le post « From Steampunk to Solarpunk ». La publication commence la conceptualisation du solarpunk en tant que genre littéraire inspiré du steampunk. L'auteur, anonyme, s'inspire notamment du design du Beluga SkySails, le premier cargo tracté par un cerf-volant. Dans cette première itération, le solarpunk est défini par son intérêt pour certaines technologies en prenant en compte les conditions économiques modernes et en s'intéressant surtout à leur mise en pratique.
L'année suivante, Matt Staggs publie un « GreenPunk Manifesto » qui décrit sa vision d'un genre technophile qui se concentre sur les technologies do-it-yourself, l'écologie positive (en) et la justice sociale,.
En 2012, la première anthologie de Solarpunk, « Solarpunk : Histoires écologiques et fantastiques dans un monde soutenable » (portugais : Solarpunk: Histórias ecológicas e fantásticas em um mundo sustentável), est publiée au Brésil.
Le solarpunk attire un public plus large en mai 2014 lorsque l'artiste visuelle Olivia Louise publie un article Tumblr qui commence à établir une esthétique solarpunk. En septembre 2014, le chercheur Adam Flynn publie « Solarpunk: Notes vers un manifeste » (anglais : Solarpunk: Notes toward a manifesto) sur le forum de science-fiction Project Hieroglyph,.
En octobre 2019, un manifeste solarpunk, a creative re-adaptation of ideas about solarpunk written by many people (une réadaptation créative des idées sur le solarpunk écrites par de nombreuses personnes) est publié, signé du nom de The Solarpunk Community.

## Caractéristiques

### Énergies renouvelables et action climatique
La société, dans les récits solarpunks, abandonne les énergies fossiles polluantes, c'est pourquoi son nom vient de l'énergie solaire. Les récits solarpunks mettent en scène de nombreuses solutions à court terme déjà existantes, comme la vie en écovillage, le jardinage, le bricolage,, mais aussi la permaculture, l'open source, le hackerspace, l'outillothèque ou encore le design régénératif (en).
Le solarpunk a une réflexion plus générale sur l'utilisation de la technologie et peut encourager des perspectives low-tech,. Il met au centre l'importance d'intégrer la technologie avec une durabilité sociale, économique et environnementale.

### Optimisme et valeurs punk
Le genre artistique solarpunk refuse la dystopie telle qu'on la retrouve dans de nombreux récits cyberpunk, sans forcément être pleinement utopique,. Des thèmes récurrents dans la fiction solarpunk sont donc l'éthique du bricolage, la lutte contre le racisme environnemental, l'autosuffisance, l'inclusion sociale et la psychologie positive. Comme dans la plupart des mouvements punk, l'idéologie inclut des notions d'anticonsommation, d'égalitarisme et de décentralisation,. Le solarpunk inclut souvent des éléments d'anarchisme, de socialisme, d'antiautoritarisme, d'anticapitalisme et de protection des Communs.

### Comparaison avec les autres genre de fictionpunk

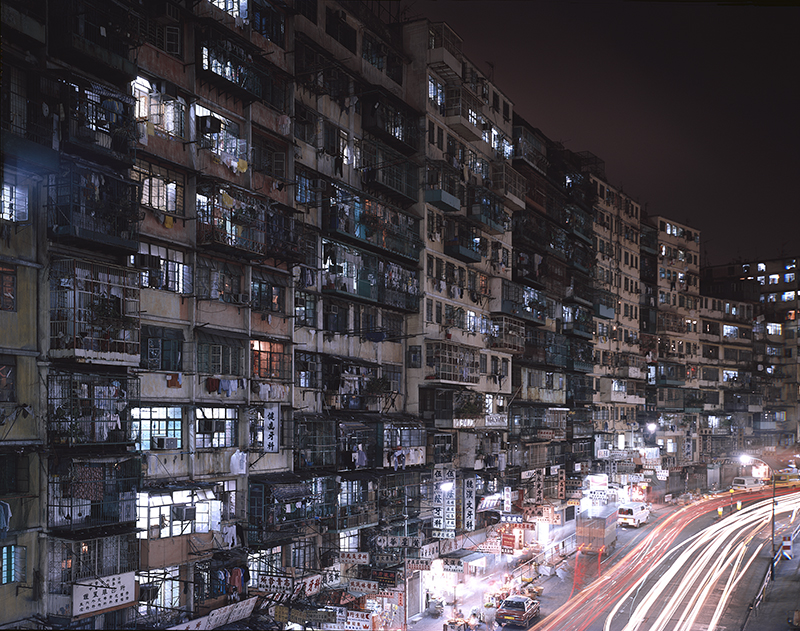
Le solarpunk s'est défini en partie en opposition au cyberpunk qui décrit des avenirs pessimistes, des dystopies extrapolées à partir des conséquences politiques, écologiques et sociales les plus négatives des nouvelles technologies et de l'urbanisation, dans des environnements artificiels et sombres tels que sur cette image.

Le solarpunk prend le contrepied direct du steampunk et du cyberpunk.
D'un point de vue technologique et en particulier énergétique, tandis que le steampunk présente l'histoire uchronique d'un monde où la vapeur, plutôt que l'électricité, est la principale source d'énergie, le solarpunk envisage au contraire un avenir où les énergies renouvelables sont la principale source d'énergie.
D'un point de vue sociétal, le solarpunk, par ses mises en scène positives d'avenirs souhaitables, est opposé au cyberpunk, qui imagine au contraire des futurs dystopiques, avec une vision pessimiste de la politique, des inégalités et des conditions de vie de l'humanité.

## Mouvement artistique

### Littérature

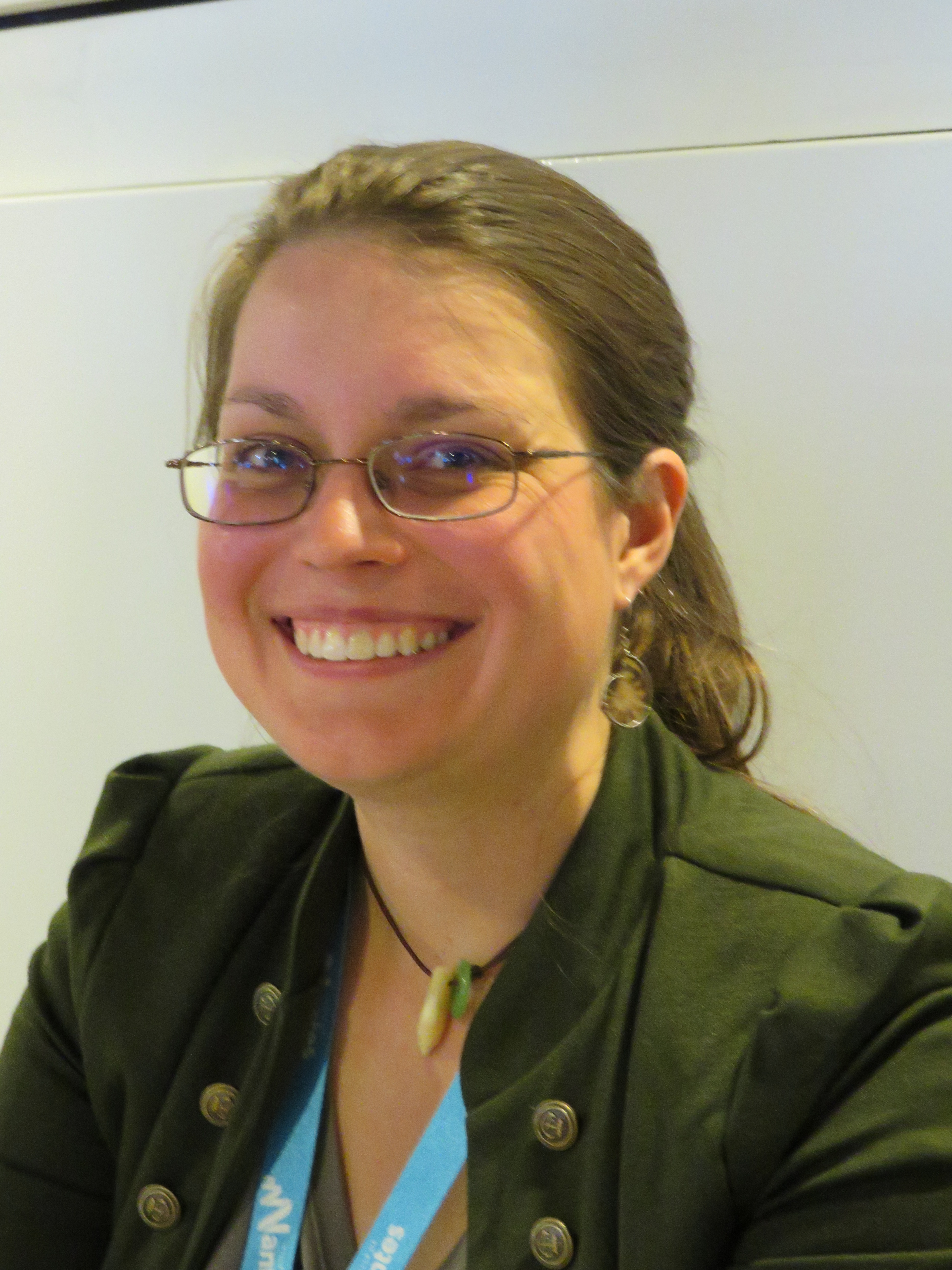
Becky Chambers a obtenu des prix prestigieux pour son diptyque solarpunk Histoires de moine et de robot.

En littérature, le solarpunk est considéré comme un sous-genre de la science-fiction, bien qu'il puisse également inclure des éléments d'autres types de littératures de l'imaginaire tels que la fantasy et la fiction utopique. Il s'agit d'un dérivé du steampunk, opposé au cyberpunk pour son extrapolation particulière de l'impact de la technologie sur la société et le progrès. Les personnages du cyberpunk sont généralement marginalisés par les changements technologiques rapides ou écrasés par la technologie, tandis que l'archétype du solarpunk est décrit comme un héros-artisan (« maker-heros »), qui a été témoin d'un désastre écologique ou de l'incapacité des autorités à s'adapter aux crises ou à l'injustice, et qui s'engage souvent pour défendre l'environnement d'une manière qui engendre des résultats optimistes. Les fictions solarpunk se projettent ainsi dans des mondes réalisables, en illustrant les mécanismes ou les ingrédients qui ont permis d'y arriver.
La littérature solarpunk est peu développée. Les premières entrées explicites publiées dans le genre ont été les nouvelles dans l'anthologie Solarpunk : Ecological and Fantastic Stories in a Sustainable World (2012) (qui constituait le troisième volet de la trilogie de recueils de nouvelles de l'éditeur, précédée par Vaporpunk et Dieselpunk), Wings of Renewal : A Solarpunk Dragons Anthology "(2015), " Sunvault : Stories of Solarpunk and Eco-Speculation (2017) et Glass and Gardens (2018). En 2018, l'auteure Becky Chambers a accepté d'écrire deux romans courts solarpunk pour Tor Books et a publié Un psaume pour les recyclés sauvages en 2021 et Une prière pour les cimes timides en 2022, qui ont remporté respectivement un prix Hugo du meilleur roman court et un prix Locus du meilleur roman court.
Par ailleurs, certains romans déjà publiés ont été rétroactivement rattachés au genre, en grande partie pour leurs descriptions de mondes contemporains en transition vers des sociétés plus durables. C'est ainsi le cas de Les Dépossédés (1974) et La Vallée de l'éternel retour (1985) d'Ursula K. Le Guin, Ecotopia (1975) de Ernest Callenbach, Lisière du Pacifique (1990) de Kim Stanley Robinson, et La cinquième chose sacrée (en) (1993) de Starhawk.
Dans un article de Slate publié en 2019, Lee Konstantinou écrit que les auteurs de solarpunk « " ...proclament leur engagement envers "l'ingéniosité, la générativité, l'indépendance et la communauté", tout en allant à l'encontre des "tendances nihilistes du cyberpunk et des tendances réactionnaires du steampunk." » Il soutient que le solarpunk est « aspirationnel », car il vise à fournir des « suggestions pour le type de science-fiction ou de fantasy que nous devrions écrire ». Le solarpunk peut inclure des éléments de science-fiction ordinaire. Dans un entretien de Solarpunk Futures avec Nina Munteanu à propos de son roman solarpunk A Diary in the Age of Water, elle a dit qu'elle avait ajouté des éléments de science-fiction classique pour ajouter « le réalisme grinçant du banal » à l'histoire.

### Esthétique

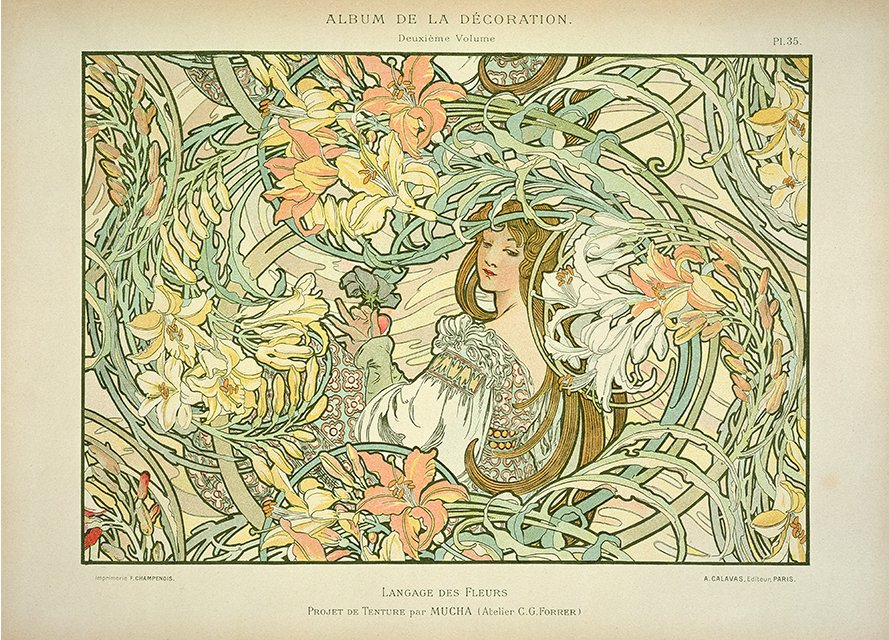
Lithographie d'Alfons Mucha, représentative du style Art nouveau dont s'inspire souvent l'esthétique solarpunk.

L'esthétique solarpunk utilise des motifs naturels très ornementaux ; c'est une réaction contre l'esthétique très épurée, géométrique, abstraite et artificielle, utilisée dans les courants artistiques contemporains dominants. Son esthétique s'inspire de l'Art nouveau et du mouvement Arts and Crafts dont il tire la mise en avant de l'artisanat.
Il inclut aussi des éléments du rétrofuturisme, de l'afrofuturisme et de la bionique.
Elle utilise généralement des couleurs naturelles, des verts et des bleus vifs et des allusions à diverses origines culturelles. Antithèse au cyberpunk qui est décrit comme ayant une esthétique sombre et sinistre entourée dans un environnement dominateur et étouffant qui reflète l'aliénation et l'assujettissement, le solarpunk est brillant, avec la lumière souvent utilisée comme motif et dans l'imagerie pour transmettre des sentiments de propreté, d'abondance et d'équité[réf. souhaitée].

## Politique

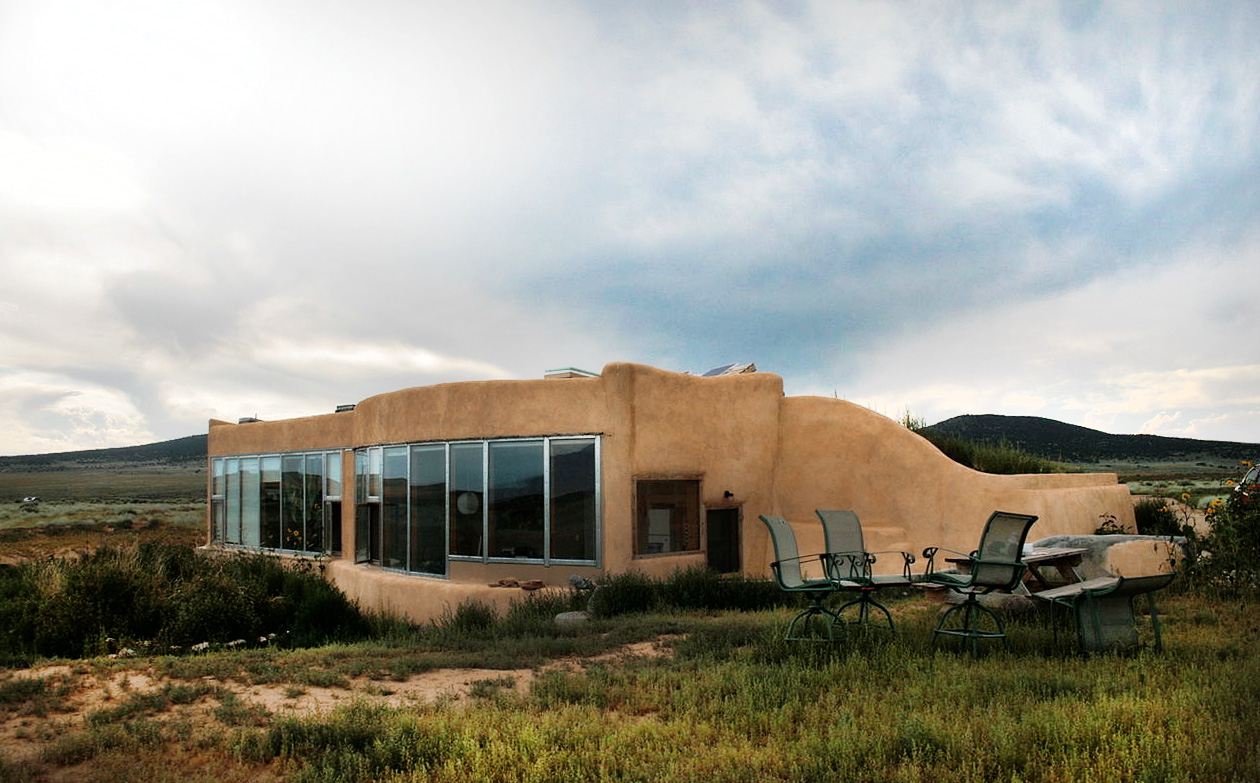
Les géonefs inspirent certains projets solarpunk.

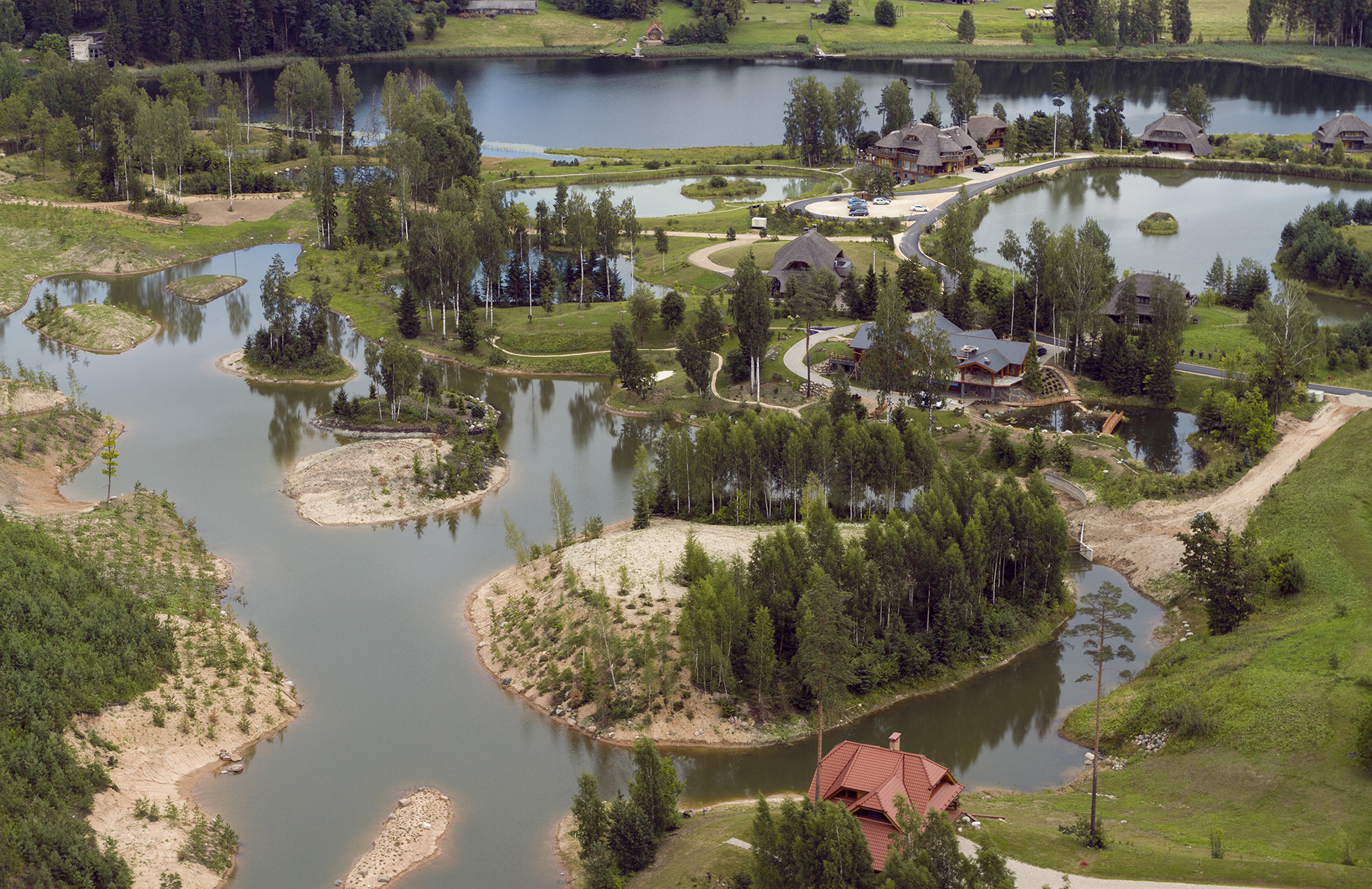
Les écovillages comme ici celui d' en Lettonie, sont une source d'inspiration du mouvement solarpunk.

Le solarpunk n'a pas de propos politique univoque spécifique, bien que ce soit une forme d'anticipation politique qui met en général en scène les principes et hypothèses promus par des mouvements progressistes, écologistes et égalitaristes inclusifs (notamment antispécistes et antihomophobes), mais aussi parfois transhumanistes en imaginant comment ils pourraient être concrétisés.
Il a toutefois été reproché aux récits solarpunks d'éviter d'aborder les luttes ayant abouti au résultat positif qu'ils présentent, et de manquer, de ce point de vue, de cohérence et d'engagement politique.
Les solarpunks sont encouragés à agir conformément à l'état d'esprit du mouvement ainsi qu'à contribuer à la création de l'avenir optimiste qu'ils envisagent. Les solarpunks suivent cette philosophie de différentes manières, si les efforts organisationnels comme la création d'écovillages et d'autres actions plus petites telles que l'auto-conception via la culture de sa propre nourriture, notamment à l'aide de la permaculture peuvent en faire partie, le mouvement solarpunk se distingue par une plus grande importance donnée à l'énergie renouvelable et aux changements de société permettant d'en accélérer l'utilisation. Cette vision positive englobe ainsi des changements culturels à des échelles plus importantes comme l'agroécologie, l'urbanisme durable ou les communautés d'énergie renouvelable.